# Martin Hermann (Mathematiker)
Martin Hermann (* 28. Mai 1949 in Weimar) ist ein deutscher Universitätsprofessor für Mathematik.

## Leben
Nach dem Diplom in Mathematik 1972 an der Martin-Luther-Universität Halle-Wittenberg und der Promotion 1978 in numerischer Mathematik an der Friedrich-Schiller-Universität Jena (FSU Jena) bei Walter Wallisch über Schießverfahren habilitierte sich Hermann 1984 an der FSU Jena mit einer Arbeit über Bifurkationsphänomene in Zweipunkt-Randwertproblemen. Im Jahre 1985 erhielt er einen Ruf auf eine Dozentur für numerische Mathematik an der FSU Jena. Gleich nach der Wende trat er im Jahre 1990 eine Gastprofessur für numerische Mathematik an der Universität Dortmund an. Seit 1992 ist er Universitätsprofessor für numerische Mathematik am Institut für angewandte Mathematik der FSU Jena.
Martin Hermann ist seit dem Jahre 2003 Kurator im Collegium Europaeum Jenense an der Friedrich-Schiller-Universität sowie der 1. Vorsitzende des Fördervereins des CEJ. Neben seinen beruflichen Aktivitäten ist er ehrenamtlich in verschiedenen Organisationen und Vereinen tätig.

## Werk
Hermanns Tätigkeits- und Forschungsschwerpunkte liegen auf dem Gebiet der numerischen Mathematik sowie des Wissenschaftlichen Rechnens. Im Mittelpunkt seiner Forschungen steht die numerische Analyse nichtlinearer parameterabhängiger Differentialgleichungsprobleme. Er ist einer der Gründer des Interdisziplinären Zentrums für Wissenschaftliches Rechnen (1999), in dem Wissenschaftler verschiedener Fakultäten der FSU Jena auf den Gebieten der angewandten Mathematik und Informatik zusammenarbeiten. Seit dem Jahre 2003 leitet er ein Kooperationsprojekt mit dem Institut für Mathematik der Nationalen Akademie der Wissenschaften der Ukraine (Kiew) sowie der National Aviation University (Kiew), in dessen Rahmen die Bewegung von Flüssigkeiten in Behältern (engl. sloshing) untersucht wird. Im Jahre 2012 begründete Hermann ein deutsch-iranisches Forschungsprojekt zur analytischen und numerischen Behandlung nichtlinearer gewöhnlicher Differentialgleichungen, in dessen Rahmen bisher zwei Monografien entstanden sind.  Seine Bücher Numerische Mathematik (inzwischen in der vierten Auflage, 2020) und Numerik gewöhnlicher Differentialgleichungen. 2. Auflage  (2017, 2018) gehören im deutschsprachigen Raum zu den Standardbüchern über Numerische Mathematik.

## Schriften
- mit M. Saravi: Eine Einführung in gewöhnliche Differentialgleichungen. Analytische und numerische Methoden. Springer Spektrum, New Delhi 2024, ISBN 978-81-322-3995-6.
- Numerische Mathematik. Band 1: Algebraische Probleme. 4. Auflage. Walter de Gruyter Verlag, Berlin/Boston 2020, ISBN 978-3-11-065665-7.
- Numerische Mathematik. Band 2: Analytische Probleme. 4. Auflage. Walter de Gruyter Verlag, Berlin/Boston 2020, ISBN 978-3-11-065765-4.
- Numerik gewöhnlicher Differentialgleichungen.  Band 2: Nichtlineare Randwertprobleme. 2. Auflage. Walter de Gruyter Verlag, Berlin/Boston 2018, ISBN 978-3-11-051488-9.
- Numerik gewöhnlicher Differentialgleichungen.  Band 1: Anfangswertprobleme und lineare Randwertprobleme. 2. Auflage. Walter de Gruyter Verlag, Berlin/Boston 2017, ISBN 978-3-11-050036-3.
- mit M. Saravi: Nonlinear Ordinary Differential Equations. Analytical Approximation and Numerical Methods. Springer India, New Delhi u. a. 2016, ISBN 978-81-322-2810-3.
- als Hrsg.: Leben ohne Freiheit – Jürgen Fuchs und die DDR – Welche Lehre? (= Schriftenreihe des Collegium Europaeum Jenense. Band 45). Garamond Wissenschaftsverlag, Jena 2016, ISBN 978-3-944830-79-7.
- als Hrsg.: Bildung in Europa, Teil 1. (= Schriftenreihe des Collegium Europaeum Jenense. Band 44). Garamond Wissenschaftsverlag, Jena 2014, ISBN 978-3-944830-38-4.
- mit M. Saravi: A First Course in Ordinary Differential Equations. Analytical and Numerical Methods. Springer India, New Delhi u. a. 2014, ISBN 978-81-322-1834-0.
- mit H. Pietzsch (Hrsg.): DDR-Literatur zwischen Anpassung und Widerspruch. (= Schriftenreihe des Collegium Europaeum Jenense. Band 43). Garamond Wissenschaftsverlag, Jena 2011, ISBN 978-3-941854-53-6.
- Numerische Mathematik. 3. Auflage. Oldenbourg Verlag, München 2011, ISBN 978-3-486-70820-2.
- mit I. Gavrilyuk, M. V. Kutniv und V. Makarov: Exact and Truncated Difference Schemes for Boundary Value ODEs. (= International Series of Numerical Mathematics. Vol. 159). Birkhäuser Verlag, Basel 2011, ISBN 978-3-0348-0106-5.
- Numerische Verfahren für gewöhnliche Differentialgleichungen. In: D. Fey (Hrsg.): Grid-Computing. Springer 2010, ISBN 978-3-540-79746-3, S. 149–206.
- als Hrsg.: Zwanzig Jahre friedliche Revolution. Warschau – Leipzig – Berlin – Jena. (= Schriftenreihe des Collegium Europaeum Jenense. Band 41). Garamond Wissenschaftsverlag, Jena 2010, ISBN 978-3-941854-30-7.
- als Hrsg.: Energie für Europa. Die Energieproblematik aus interdisziplinärer Sicht. (= Schriftenreihe des Collegium Europaeum Jenense. Band 40). Garamond Wissenschaftsverlag, Jena 2009, ISBN 978-3-938203-99-6.
- Numerische Mathematik. 2. Auflage. Oldenbourg Wissenschaftsverlag, München/Wien 2006, ISBN 3-486-57935-5.
- Numerik gewöhnlicher Differentialgleichungen. Anfangs- und Randwertprobleme. Oldenbourg Wissenschaftsverlag, München/Wien 2004, ISBN 3-486-27606-9.
- mit W. Wallisch: Schießverfahren zur Lösung von Rand- und Eigenwertaufgaben. (= Teubner-Texte zur Mathematik. Band 75). Teubner Verlag, Leipzig 1985.
- mit W. Wallisch: Numerische Behandlung von Fortsetzungs- und Bifurkationsproblemen bei Randwertaufgaben. (= Teubner-Texte zur Mathematik. Band 102). Teubner Verlag, Leipzig 1987.